# Britten-Norman BN-2 Islander

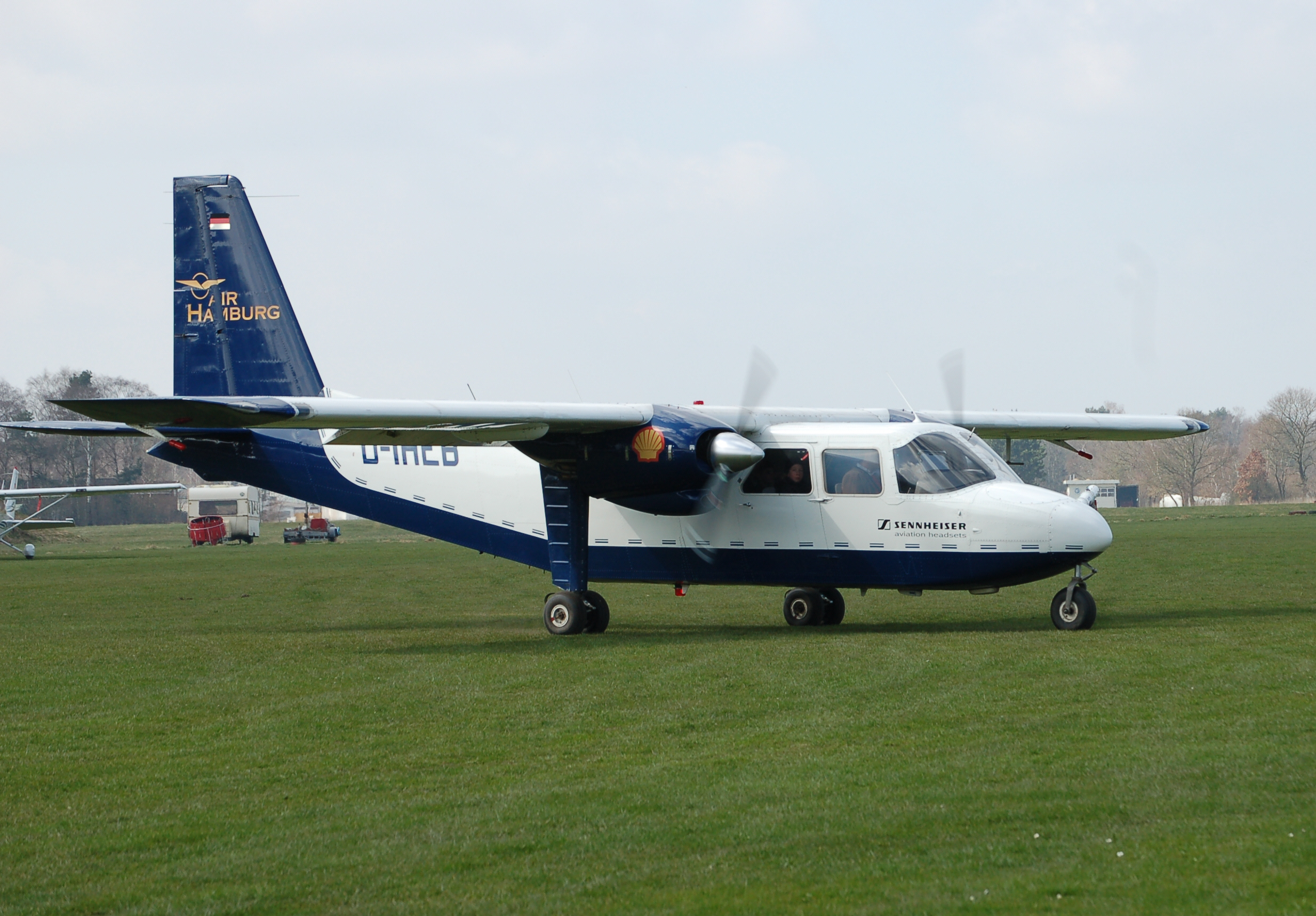
Il BN-2B Islander utilizzato da Air Hamburg, 2009.

Il Britten-Norman BN-2 Islander è un bimotore a pistoni multiruolo ad ala alta da trasporto leggero, progettato e prodotto originariamente dall'azienda britannica Britten-Norman Limited negli anni sessanta.
Nelle sue numerose versioni, come aereo di linea dalla capacità di 10 passeggeri, come aereo postale e cargo, l'Islander ha riscosso un grande successo in campo internazionale ottenendo, come asserisce il sito ufficiale della Britten-Norman, lo status di velivolo commerciale tra i più venduti in Europa occidentale e venendo impiegato in oltre 750 esemplari da operatori in tutto il mondo. Inoltre, benché concepito come velivolo civile, venne utilizzato come trasporto leggero da oltre 30 aeronautiche militari mondiali e nelle forze di polizia britanniche ed in seguito prodotto in alcune versioni studiate espressamente per ruoli in ambito militare.

## Storia del progetto
L'Islander viene concepito nei primi anni sessanta dai fondatori dell'azienda che portava il loro nome, John Britten e Desmond Norman. Il mercato suggeriva la possibilità di introdurre un velivolo che potesse essere proposto nella fascia di utilizzo riservata al trasporto regionale ed i due soci e progettisti videro un'opportunità per compiere un salto di qualità dell'azienda.
Fondata nel 1953, fino ad allora aveva operato nel campo della conversione e manutenzione di aerei agricoli e nella produzione di hovercraft per conto della British Hovercraft Corporation. I disegni del progetto vennero impostati nel 1963 e dopo due anni il prototipo era pronto per i primi collaudi. L'esemplare, al quale venne assegnata la denominazione BN-2 ed immatricolato G-ATCT, venne portato in volo per la prima volta il 13 giugno 1965, dalla pista aziendale a Bembridge, sull'Isola di Wight (Inghilterra), a cui seguirono una serie di test atti a raffinare un progetto che si rivelò già in grado di soddisfare le specifiche che si erano proposti.
Dopo pochi giorni dal volo inaugurale, il 17 giugno il BN-2 G-ATCT venne esposto ufficialmente al pubblico al Salone internazionale dell'aeronautica e dello spazio di Parigi-Le Bourget. Il secondo velivolo venne realizzato l'anno successivo; immatricolato G-ATWU era il modello di preserie e venne portato in volo il 28 agosto 1966. Entrambi erano motorizzati con due Rolls-Royce/Continental IO-360-B, motori a 4 cilindri contrapposti raffreddati ad aria da 210 hp (157 kW), configurazione con la quale, il 10 agosto, il velivolo ottenne la certificazione dalla Federal Aviation Administration; il nome "Islander" venne apposto a completare la denominazione aziendale il successivo 15 agosto. La motorizzazione venne sostituita nella versione di serie, uscita dagli stabilimenti e portata in volo il 24 aprile 1967, dai più potenti Lycoming O-540-E4C capaci di erogare 260 hp (195 kW) ciascuno. Questa era denominata BN-2A e differiva dai prototipi per alcune migliorie, riguardanti principalmente dettagli aerodinamici e l'avionica.
Vista la versatilità dell'aereo ne sono state create anche delle varianti ad uso bellico, quali:
- il Defender, che volò per la prima volta il 20 maggio 1970, dotato di armi per l'attacco al suolo;
- il Maritime Defender, destinato a ricerca e salvataggio (SAR), al pattugliamento costiero e al controllo della pesca.

Nel 1978 è stata sviluppata una versione ulteriormente migliorata, l'Islander BN-2B II. I miglioramenti inclusero un incremento di capacità di carico e modifiche all'apparato propulsivo, al fine di ridurre le emissioni acustiche del motore. Altre modifiche opzionali consistevano in una versione allungata per un'aumentata capienza del bagaglio. Con queste modifiche successive il velivolo è stato indicato come BN-2T.
Un tentativo di realizzare un Islander con una capienza maggiorata ha portato alla nascita del BN-2A Mk III Trislander. Questo velivolo ha una fusoliera allungata, un carrello di atterraggio modificato e un terzo motore (alloggiato in coda). Il prototipo è stato realizzato modificando il prototipo originale del BN-2 ed ha volato l'11 settembre 1970.
L'Islander, oltre che dalla Britten-Norman, è stato prodotto su licenza da altre aziende, quali l'URMA, azienda rumena che costruisce il velivolo dal 1969, in stabilimenti a Gosselies (Belgio) dal 1973 e nelle Filippine.

## Tecnica
L'Islander è un aereo ad ala alta con caratteristiche STOL, in quanto può decollare e atterrare agevolmente in meno di 400 m.

## Varianti

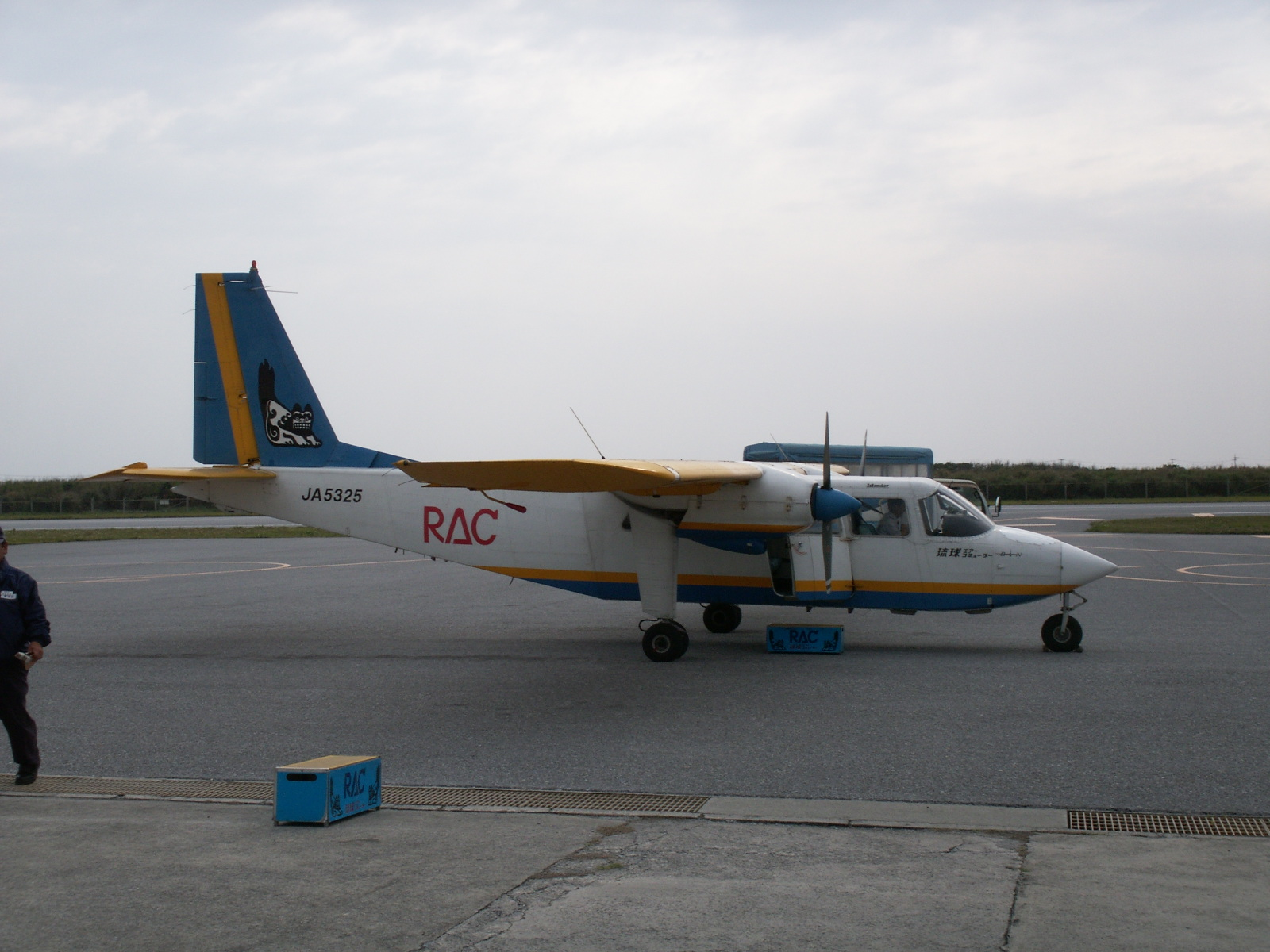
Britten-Norman Islander II della compagnia aerea Ryukyu Air Commuter.

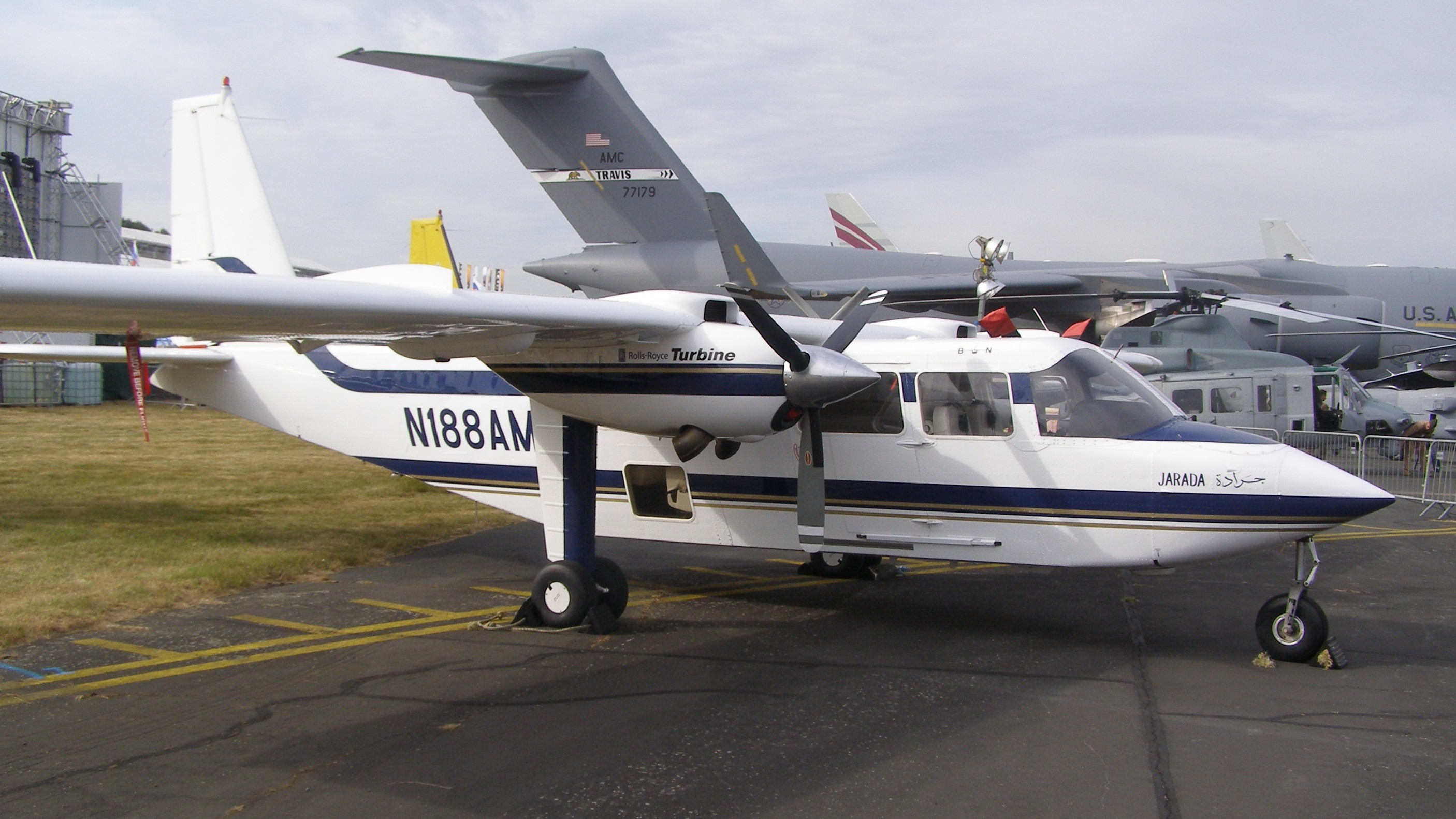
Un BN-2T al 2010 Farnborough Airshow.

I dati sono estratti da Airlife's General Aviation.

BN-2
prototipo, portato in volo per la prima volta nel 1966, equipaggiato con due motori a cilindri contrapposti Lycoming O-540-E4B5 da 260 hp ciascuno.
BN-2A
versione di produzione in serie, sostanzialmente simile al prototipo se non per una serie di modifiche minori ed un superiore peso massimo al decollo.
BN-2A-2
evoluzione del BN-2A, caratterizzato dall'adozione di flap modificati ed una coppia di motori ad iniezione Lycoming IO-540-K1B5 da 300 hp.
BN-2A-3
versione del BN-2A-2 caratterizzata dall'adozione di un'ala dalla maggiore apertura ed equipaggiato con serbatoi supplementari subalari.
BN-2A-6
evoluzione del BN-2A, caratterizzato dall'adozione di modifiche all'ala tecnologicamente avanzate ed equipaggiato con due motori a cilindri contrapposti Lycoming O-540-E4C5 da 260 hp ciascuno.
BN-2A-7
versione del BN-2A-6 caratterizzata dall'adozione di un'ala dalla maggiore apertura e dall'incremento della capacità dei serbatoi del combustibile.
BN-2A-8
versione del BN-2A-6 caratterizzata dall'adozione di droop flap.
BN-2A-9
versione del BN-2A-7 caratterizzata dall'adozione di droop flap.
BN-2A-10
versione del BN-2A-8 caratterizzata da un incremento del peso massimo al decollo e dall'adozione di una coppia di motori Lycoming TIO-540-H1A (turbocompressi e con iniezione) da 270 hp ciascuno.
BN-2A-20
versione del BN-2A-2 con peso massimo al decollo incrementato ed una serie di modifiche minori.
BN-2A-21
versione del BN-2A-3 con peso massimo al decollo incrementato.
BN-2A-23
versione del BN-2A-21 caratterizzata dall'adozione di un naso allungato.
BN-2A-24
versione del BN-2A-26 con il naso allungato.
BN-2A-25
versione del BN-2A-27 con il naso allungato.
BN-2A-26
versione del BN-2A-8 con peso massimo al decollo incrementato.
BN-2A-27
versione del BN-2A-9 con peso massimo al decollo incrementato.
BN-2A-30
versione aereo anfibio a scarponi del BN-2A-20, equipaggiata con una coppia di galleggianti, attaccati alle gambe di forza dell'originale carrello, che incorporano le ruote dello stesso.
BN-2A-41
variante, nota come Turbo Islander, caratterizzata dall'adozione del naso allungato, droop flap e dall'adozione di una coppia di motori turboelica Lycoming LTP-101, portata in volo per la prima volta nel 1977.
BN-2B Defender
variante da trasporto militare, nota come Defender, caratterizzata da una serie di modifiche per adeguarla alle nuove esigenze, tra cui l'adozione di piloni subalari ed una coppia di motori Lycoming IO-540-K1B5 ad iniezione da 300 hp ciascuno.
BN-2B-20
evoluzione del BN-2A-20, caratterizzata da una serie di modifiche al fine di una migliore insonorizzazione, incremento del peso massimo al decollo ed altre modifiche minori.
BN-2B-21
versione del BN-2A-21 con le modifiche adottate dal Model B.
BN-2B-26
versione del BN-2A-26 con le modifiche adottate dal Model B.
BN-2B-27
versione del BN-2A-27 con le modifiche adottate dal Model B.
BN-2T
variante, nota come Turbine Islander, basata sul BN-2A-26 dal quale si distingueva per l'adozione di una coppia di motori turboelica Allison 250-B17C da 320 shp.
Islander AL.Mk 1
variante militare multiruolo, realizzata su specifica del British Army per un bimotore destinato al collegamento ed alla ricognizione aerea, e costruita in sette esemplari. Venne utilizzata in missioni di ricognizione e fotografia aerea nell'Irlanda del Nord durante l'Operazione Banner. Tutti gli esemplari facevano parte del No. 1 Flight, Army Air Corps basato sulla base di RAF Aldergrove.
Islander CC.Mk 2 e CC.Mk 2A
variante militare, realizzata su specifica del Royal Air Force per un bimotore destinato alla comunicazione e costruita in tre esemplari.
Maritime-Defender
variante militare destinata alla marina militare nei ruoli di ricognizione aerea armata e pattugliamento marittimo.
BN-2A-III Trislander
variante trimotore, nota come Trislander, del BN-2A, caratterizzata dallo scompartimento passeggeri a 18 posti ed equipaggiata con tre motori a cilindri contrapposti Lycoming O-540-E4C5 da 260 hp ciascuno.

## Utilizzatori

### Civili
Antille Olandesi

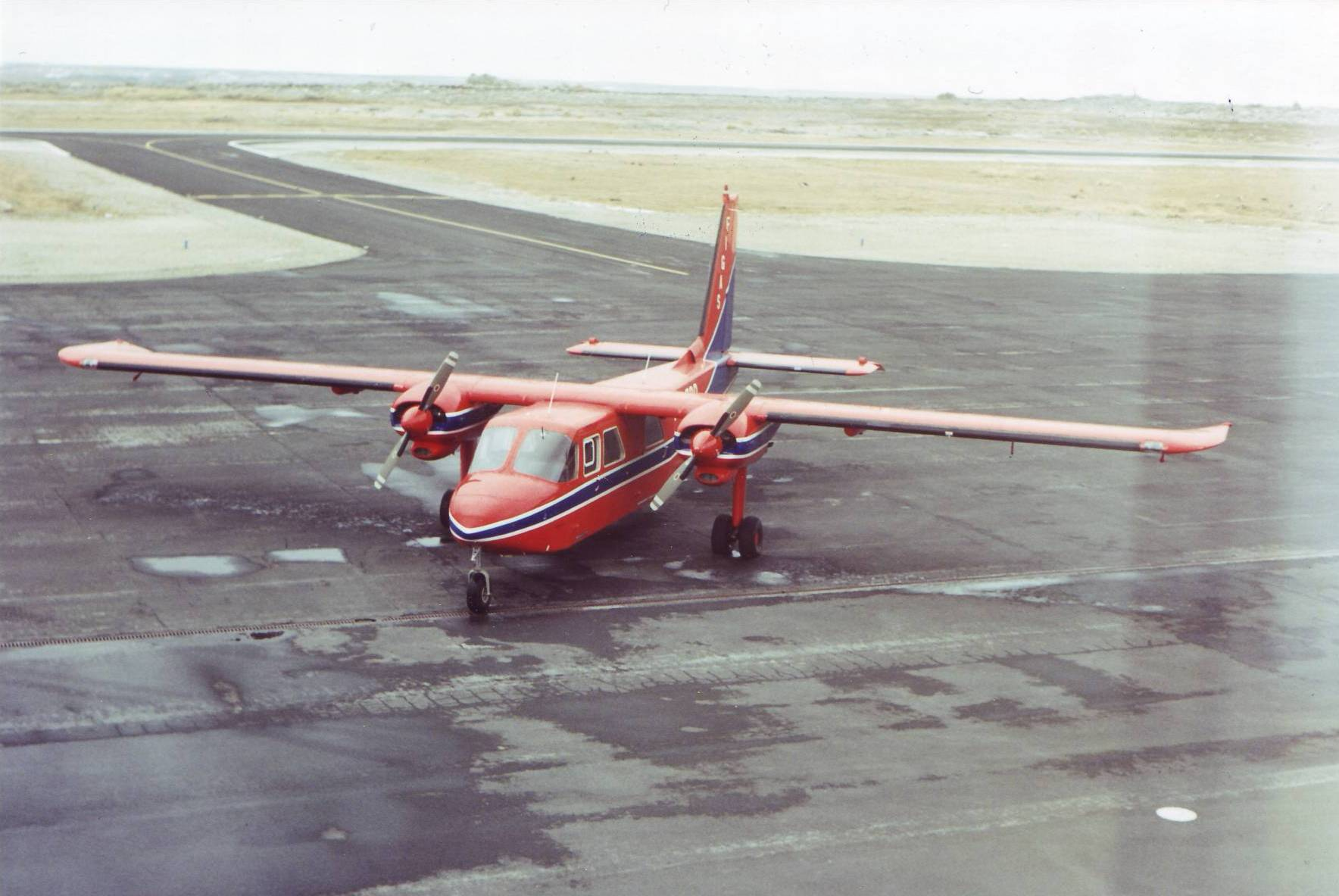
Un Islander della compagnia Britannica Falkland Islands Government Air Service (FIGAS) basata sulle isole Falkland.

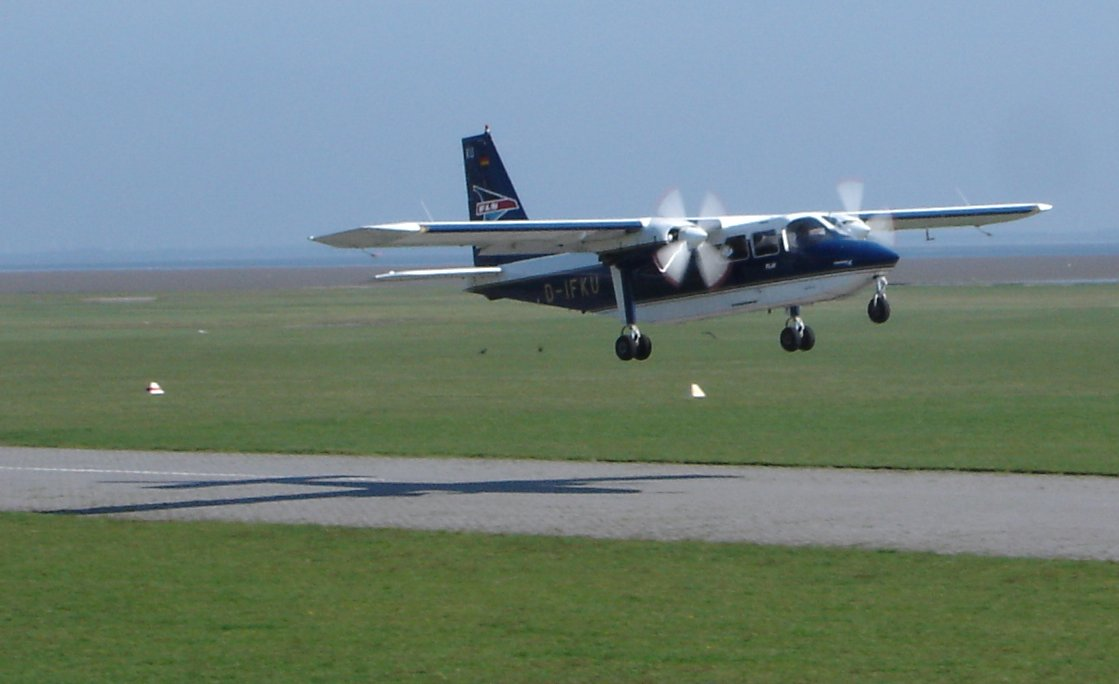
l'Islander, marche D-IFKU, della compagnia aerea tedesca FLN FRISIA-Luftverkehr in fase di decollo.

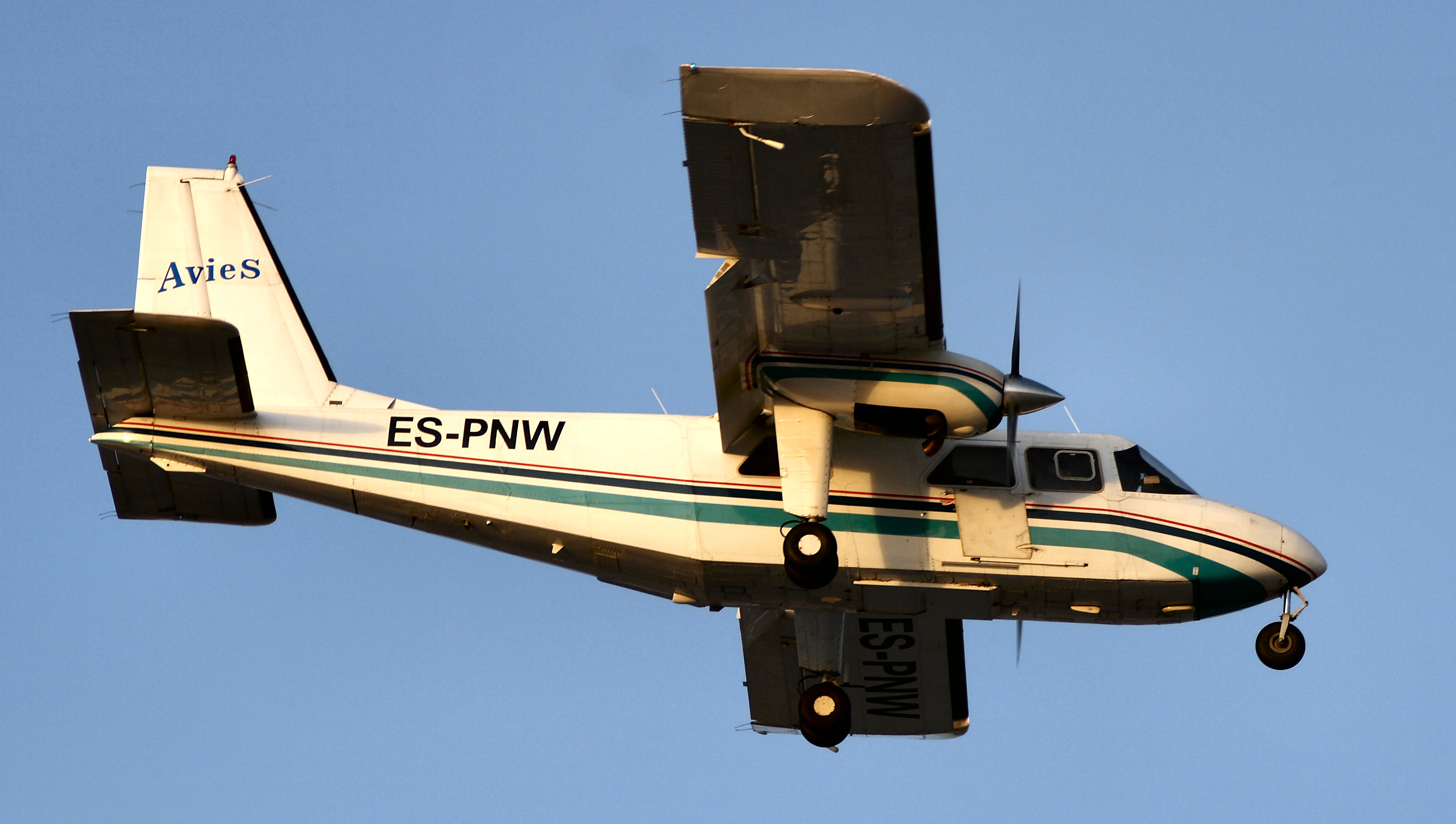
Il Britten-Norman BN-2T Islander, marche ES-PNW, di proprietà della compagnia aerea estone Avies.

- Divi Divi Air (Still in operations) (3)
- EZAir (Still in operations) (1)
- Winair (Still in operations) (3)
- Windward Express (Still in operations) (2)

 Antigua e Barbuda
- Carib Aviation
- Leeward Islands Air Transport

 Barbados
- Aero Services
- Tropical Air Services

 Australia
- Golden Eagle Airlines
- Airlines of Tasmania

 Canada
- Maritime Air Charter

 Colombia
- Tavina

 Estonia
- Avies
- Skydive Estonia

 Figi
- Pacific Sun
- Air Fiji
- Pacific Island Sea Planes
- Northern Air Service

 Germania
- Air Hamburg
- FLN FRISIA-Luftverkehr
- Luftverkehr Friesland Harle (LFH)
- Ostfriesische Lufttransport (OLT)

 Giamaica
- Trans Jamaican Airlines

 Giappone
- New Japan Aviation
- Air Dolphin
- Kyokushin Air - Operazioni sospese il 1º ottobre 2008.
- New Central Air Service
- Ryukyu Air Commuter

 Islanda
- Flugfelag Vestmannaeyja

 Irlanda
- Aer Arann
- Garda Air Support Unit - Irish Police

 Israele
- Ayit Aviation

 Panama
- Aviones de Panama S.A.
- Aero Taxi
- PARSA
- ANSA
- TRANSPASA
- AVIATUR
- Air Panama (recently)

 Malaysia
- Malaysia Airlines

 Messico
- Aero Taxis de CV

 Nuova Zelanda
- Aspiring Air Wanaka NZWF
- Great Barrier Airlines Auckland NZAA e NZGB
- Real Journeys Queenstown NZQN
- Southern Air Invercargill NZNV e NZRC
- Wings over Whales Kaikoura NZKI
- Mountain Air

 Regno Unito
- Blue Islands (Channel Islands)
- Falkland Islands Government Air Service
- Highland Airways
- Isles of Scilly Skybus
- Loganair
- Hampshire Police
- Cheshire Police

 Saint-Barthélemy
- St Barth Commuter

 Saint Vincent e Grenadine
- SVG Air

 Samoa Americane
- Inter Island Airways

 Stati Uniti
- Channel Islands Aviation; Camarillo, CA
- Air Flamenco - Culebra, PR
- Harbor Airlines; Oak Harbor, WA

 Vanuatu
- Air Vanuatu

### Governativi
Belgio
- Police Fédérale - Federale Politie - Föderale Polizei

 Irlanda
- Garda Air Support Unit

1 BN-2T in servizio dall'agosto del 1997.
 Samoa Americane
- American Samoa Government (ASG) - American Samoa

### Militari
Angola
- Força Aérea Popular de Angola y Defesa Aérea y Antiaérea

 Antigua e Barbuda
- Antigua and Barbuda Defence Force Air Wing

1 BN-2A consegnato a fine febbraio 2022.
 Belgio
- Composante Terre de l'armée belge

 Belize
- Belize Defence Force Air Wing

 Botswana
- Botswana Defence Force Air Wing

  Birmania
- Tatmdaw Lei

 Cambogia
- Toap Akas Khemarak Phoumin

5 BN-2A-21 consegnati, uno in servizio al settembre 2017.
 Camerun
- Armée de l'Air du Cameroun

1 BN-2T consegnato ed in servizio all'ottobre 2017.
 Cipro
- Ethnikí Frourá

 RD del Congo
- Force Aérienne du Congo

 Filippine
- Hukbong Himpapawid ng Pilipinas
- Hukbong Dagat ng Pilipinas

31 BN-2A consegnati nel periodo 1975-1986, 6 in servizio al febbraio 2018.
 Finlandia
- Suomen ilmavoimat

 Giamaica
- Jamaica Defence Force Air Wing

 Ghana
- Ghana Air Force

 Guyana
- Guyana Defence Force

6 BN-2A consegnati, 2 in servizio all'agosto 2021.
 Haiti
- Corps d'Aviation d'Garde d'Haiti

 Hong Kong
- Royal Hong Kong Auxiliary Air Force

 India
- Naval Air Arm

 Indonesia
- Tentara Nasional Indonesia Angkatan Darat

 Irlanda
- Aer Chór na hÉireann

 Israele
- Heyl Ha'Avir

 Madagascar
- Forze armate del Madagascar

 Mali
- Force aérienne de la République du Mali

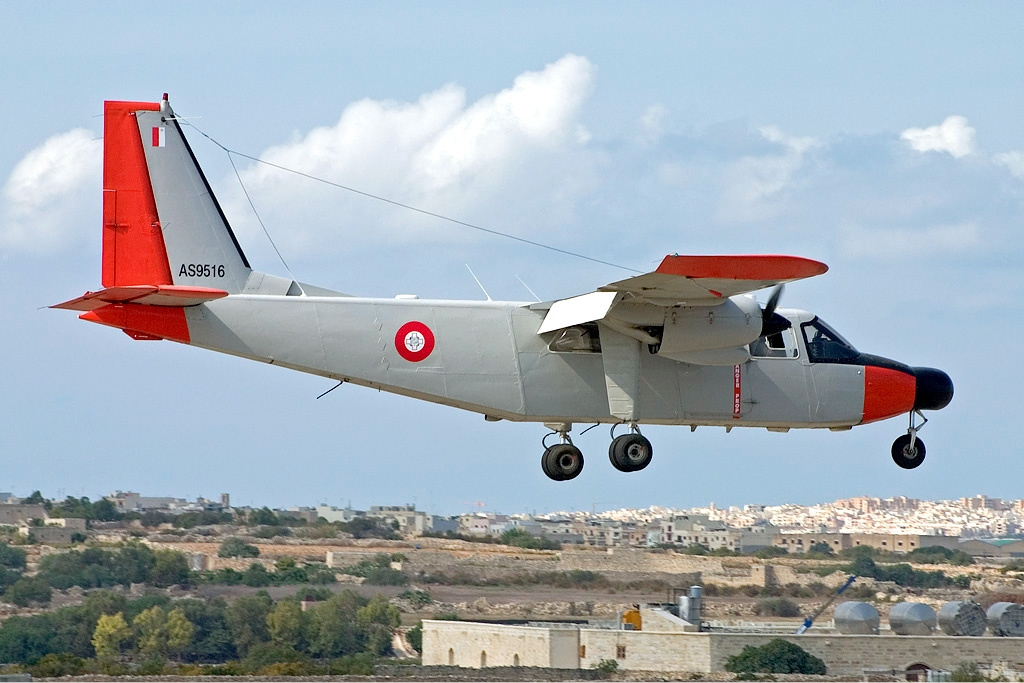
BN-2 Islander, Armed Forces of Malta

 Malawi
- Forze armate del Malawi

 Malta
- Armed Forces of Malta

1 BN-2B-26 Islander acquistato di seconda mano sul mercato civile e consegnato nel dicembre 1995. Successivamente modificato con un muso più grande per ospitare un radar di ricerca. Un secondo esemplare, un BN-2T, acquistato alla fine del 1997 e modificato allo standard BN-2B-26 prima di essere consegnato nel 1998. Sul secondo aereo non è montato alcun radar.
 Marocco
- Gendarmerie royale

12 BN-2 consegnati.
 Mauritania
- Force aérienne de la République Islamique de Mauritanie

3 BN-2T utilizzati per il pattugliamento marittimo in servizio al maggio 2018.
 Mauritius
- Forze armate di Mauritius

 Messico
- Fuerza Aérea Mexicana

 Nepal
- Servizio aereo dell'esercito nepalese

1 BN-2 consegnato.
 Oman
- Al-Quwwat al-Jawiyya al-Sultaniyya al-'Umaniyya

 Panama
- Servicio Nacional Aeronaval

 Pakistan
- Pakistani Behria
- Pakistan Naval Air Arm
- Pakistan Coast Guard

 Qatar
- Qatar Emiri Air Force

 Regno Unito
- Royal Air Force

8 AL2 e 6 AL1 consegnati. Di questi, 3 AL1 e 1 CC2 ceduti alla RAF dall'Army Air Corps ad aprile 2019.
- Army Air Corps

3 AL1 e 1 CC2 ceduti alla RAF ad aprile 2019.
 Ruanda
 Seychelles
 Sudafrica
 Suriname
 Thailandia
 Emirati Arabi Uniti
 Venezuela
 Zaire
 Zimbabwe
- Air Force of Zimbabwe

## Esemplari attualmente esistenti
- un BN-2A con marca 130 è conservato al Museo dell'aviazione di Bucarest[27].

## Incidenti
Un velivolo Britten Norman BN-2A-27 Islander del 1968 è scomparso nel nulla il 4 gennaio 2013: era in volo sull'arcipelago di Los Roques in Venezuela. A bordo si trovavano 6 persone, delle quali 2 piloti e 4 passeggeri di nazionalità italiana. I passeggeri erano il dirigente d'azienda Vittorio Missoni, figlio dello stilista Ottavio Missoni, e la compagna Maurizia Castiglioni, che viaggiavano con una coppia di amici, l'imprenditore Guido Foresti e Elda Scalvenzi.
Secondo Aviation Safety Network, dal primo volo del 1965 al 2012 l'aereo ha avuto 249 incidenti, con 590 vittime.
Un velivolo Britten Norman BN-2 è caduto in Romania a gennaio 2014, uccidendo il pilota.

### Riviste
- (EN)  Lake, Jon. "Aircraft of the RAF - Part 8 Islander." Air International, Vol 75 Number 6, December 2008, pp. 44–46.